# Salarpur Khadar
Salarpur Khadar es una ciudad censal situado en el distrito de Gautam Buddha Nagar en el estado de Uttar Pradesh (India). Su población es de 13600 habitantes (2011). 

## Demografía
Según el  censo de 2011 la población de Salarpur Khadar era de 13600 habitantes, de los cuales 7410 eran hombres y 6190 eran mujeres. Salarpur Khadar tiene una tasa media de alfabetización del 86,16%, superior a la media estatal del 67,68%: la alfabetización masculina es del 92,15%, y la alfabetización femenina del 79,04%.